# Империум (рестлинг)
«Империум» — группировка в рестлинге, состоящая из Гюнтера, Людвига Кайзера и Джованни Винчи. Они выступают в WWE на бренде Raw. Ранее в команду входил Александр Вульф.
Ранее работавшие в нескольких европейских промоушенах, в том числе вместе в составе группировки Ringkampf, Гюнтер и Кайзер, тогда известные как Вальтер и Марсель Бартель соответственно, подписали контракт с WWE в 2019 году, получив назначение на бренд NXT UK, и стали работать в паре с Винчи, тогда известным как Фабиан Айхнер, и Вульфом; группировка стала использовать название «Империум» с девизом «Мат — священен» (англ. The Mat is Scared; немец. Der Matte ist heilig). За время пребывания группировки в WWE Вальтер стал самым длительным чемпионом Соединённого Королевства NXT, а также действующим и самым длительным Интерконтинентальным чемпионом WWE. Бартель и Айхнер являются двукратными командными чемпионами NXT.

## Титулы и достижения
- Progress Wrestling
  - Чемпион мира Progress (1 раз) — Вальтер
  - Чемпион-атлас Progress (1 раз) — Вальтер[1]
- Westside Xtreme Wrestling
  - Чемпион Shotgun wXw (1 раз) — Вульф
- WWE
  - Чемпион Соединённого Королевства NXT (1 раз) — Вальтер[2]
  - Командные чемпионы NXT (2 раза) — Бартель и Айхнер[3]
  - Интерконтинентальный чемпион WWE (1 раз) — Гюнтер
- Wrestling Observer Newsletter
  - Самый ценный рестлер Европы (2019, 2020) — Вальтер[4][5]